# ナンシー・ロペス
ナンシー・ロペス（Nancy Lopez、1957年1月6日 - ）はアメリカ合衆国の女子プロゴルファー。1977年からLPGAツアーに参戦して以来、3つのメジャー大会を含む48勝をあげている。

## アマチュア時代
ロペスはカリフォルニア州トーランスで生まれた。12歳でニューメキシコ女子アマに優勝し、1972年と1974年の全米女子ジュニアアマチュアゴルフ選手権にそれぞれ15歳と17際で優勝している。1975年に18歳で全米女子オープンにアマチュアとして出場し、2位タイという結果を残した。1976年にはタルサ大学での活躍により全米女性年間最優秀スポーツ選手の称号を与えられた。大学女子競技スポーツ連盟 (AIAW) の全国大会に勝ち、カーティスカップ、エスピリトサントトロフィーのアメリカチームのメンバーとなった。大学を2年で去って1977年にプロ入り、この年に全米女子オープンで再度2位にくい込んだ。

## プロ転向後
LPGAツアーに初めてフルシーズン出場した1978年、ロペスは5連続勝利を含む年間9勝をあげた。彼女はスポーツ・イラストレイテッド誌の表紙を飾り、年間最少平均スコアを記録したプレーヤーに与えられるベアトロフィー (Vare Trophy)、LPGAルーキー・オブ・ザ・イヤー、LPGAプレーヤー・オブ・ザ・イヤー、更にAP通信アスリート・オブ・ザ・イヤー (Associated Press Female Athlete of the Year) を獲得した。1979年にも年間8勝に輝いた。1980年から1984年まで（特に1983年と1984年は最初の子供の出産のため、シーズンの半分しか出場しなかったにもかかわらず）毎年複数のトーナメントに勝利した。
再びフル出場した1985年のシーズンは年間5勝をあげ、2位に5回、3位にも5回食い込み、賞金女王、年間最少平均スコア（ベアトロフィー）、LPGAプレーヤー・オブ・ザ・イヤーのタイトルを獲得し、2度目のAP通信アスリート・オブ・ザ・イヤーにも輝いている。1986年は次女の出産のため4トーナメントにしか出場しなかったが、翌年復帰すると1987年から89年にかけて毎年複数回優勝した。1988年と1989年は3勝ずつあげ、1988年には再びプレーヤー・オブ・ザ・イヤーの栄冠を勝ち取った。三女を出産した1990年代の初めには再度出場試合は減少した。1992年は2勝した。その後2002年までは、年間に11ないし18程度のトーナメントに出場を続けていたが、2003年には年間数試合まで減少した。
ロペスは女性ゴルフ史上の偉大なプレーヤーの1人であり、70年代後半から80年代にかけての最高の選手と見なされているが、メジャータイトルの獲得数はさほど多くなく、特に、全米女子オープンでは1度も勝つ事ができなかった。全米女子オープンでは4度にわたり2位になっており、特に最後の1997年には、4日間全てのラウンドを60台のスコアでまわった初のゴルファーになったにもかかわらず、アリソン・ニコラスの後塵を拝した。彼女が手にしたメジャータイトルは全て全米女子プロゴルフ選手権で、1978年、1985年、1989年の3回優勝している。
ロペスは1987年に世界ゴルフ殿堂入りを果たした。1990年にソルハイムカップアメリカツアーチームのメンバーとなり、2005年にはチームのキャプテンを務めた。2002年に定期的なトーナメント出場から引退し、その後2007年と2008年に復帰を試みている。復帰したシーズンは6つのトーナメントに出場し、全て予選落ちした。全12ラウンドのうち、80を切る事ができたのは3ラウンドのみであった。2008年には3大会に出場した。ベストスコアは76で、いずれも決勝ラウンド進出は果たせなかった。
2009年8月現在、ロペスはLPGAルーキー・オブ・ザ・イヤー、LPGAプレーヤー・オブ・ザ・イヤー、ベアトロフィーを同一年（1978年）に獲得した、ただ1人の女性である。彼女の会社、ナンシー・ロペス・ゴルフは女性向けゴルフクラブのフルセットとアクセサリーを製造している。また彼女は時折テレビ解説者を務めている。ロペスは1979年にスポーツキャスターのティム・メルトンと結婚するも1982年に離婚、その年の10月にメジャーリーガーで後にワールドシリーズでMVPを受賞したレイ・ナイトと再婚、3人の子供を儲けたが2009年に離婚した。

## LPGAツアーの優勝歴
通算48勝。太字はメジャートーナメント大会。
- 1978年：全米女子プロゴルフ選手権など9勝
- 1979年：レディ・キーストン・オープンなど8勝
- 1980年：レイルチャリティ・ゴルフクラシックなど3勝
- 1981年：コルゲート・ダイナ・ショア大会など3勝
- 1982年：マツダジャパンクラシックなど2勝
- 1983年：2勝
- 1984年：シボレー世界選手権など2勝
- 1985年：全米女子プロゴルフ選手権など5勝

- 1987年：2勝
- 1988年：3勝
- 1989年：全米女子プロゴルフ選手権など3勝
- 1990年：1勝
- 1991年：1勝
- 1992年：レイルチャリティ・ゴルフクラシックなど2勝
- 1993年：1勝
- 1997年：1勝

## LPGAツアー以外の優勝
- 1980年：JCペニー・クラシック (JCPenney Classic - カーティス・ストレンジ (Curtis Strange) と共に)

## LPGAメジャー大会の成績
| トーナメント                   | 1974 | 1975 | 1976 | 1977 | 1978 | 1979 | 1980 |
| ------------------------------ | ---- | ---- | ---- | ---- | ---- | ---- | ---- |
| ナビスコ・ダイナ・ショア大会 † | ...  | ...  | ...  | ...  | ...  | ...  | ...  |
| 全米女子プロゴルフ選手権       | DNP  | DNP  | DNP  | DNP  | 1    | T10  | T19  |
| 全米女子オープン               | T18  | T2LA | CUT  | 2    | T9   | T11  | T7   |
| デュモーリエ・クラシック       | ...  | ...  | ...  | ...  | ...  | 2    | T6   |

| トーナメント                 | 1981 | 1982 | 1983 | 1984 | 1985 | 1986 | 1987 | 1988 | 1989 | 1990 |
| ---------------------------- | ---- | ---- | ---- | ---- | ---- | ---- | ---- | ---- | ---- | ---- |
| ナビスコ・ダイナ・ショア大会 | ...  | ...  | T6   | T16  | T11  | DNP  | T33  | T5   | T18  | CUT  |
| 全米女子プロゴルフ選手権     | T5   | T35  | T21  | T14  | 1    | DNP  | T28  | T24  | 1    | T14  |
| 全米女子オープン             | WD   | T7   | DNP  | T35  | T4   | DNP  | T21  | T12  | 2    | T14  |
| デュモーリエ・クラシック     | T2   | T9   | WD   | T8   | DNP  | DNP  | T21  | T45  | 9    | DNP  |

| トーナメント                 | 1991 | 1992 | 1993 | 1994 | 1995 | 1996 | 1997 | 1998 | 1999 | 2000 |
| ---------------------------- | ---- | ---- | ---- | ---- | ---- | ---- | ---- | ---- | ---- | ---- |
| ナビスコ・ダイナ・ショア大会 | T30  | CUT  | T8   | T9   | T3   | T15  | T23  | T13  | T21  | T43  |
| 全米女子プロゴルフ選手権     | DNP  | T18  | T25  | WD   | T18  | T18  | T37  | T44  | WD   | T65  |
| 全米女子オープン             | DNP  | T16  | T7   | T35  | T28  | CUT  | 2    | CUT  | CUT  | T46  |
| デュモーリエ・クラシック     | DNP  | DNP  | DNP  | T22  | DNP  | T2   | DNP  | T27  | DNP  | DNP  |

| トーナメント               | 2001 | 2002 | 2003 | 2004 | 2005 | 2006 | 2007 |
| -------------------------- | ---- | ---- | ---- | ---- | ---- | ---- | ---- |
| クラフト・ナビスコ選手権 † | T63  | CUT  | CUT  | WD   | CUT  | DNP  | DNP  |
| 全米女子プロゴルフ選手権   | CUT  | CUT  | CUT  | CUT  | DNP  | DNP  | DNP  |
| 全米女子オープン           | CUT  | CUT  | DNP  | DNP  | DNP  | DNP  | DNP  |
| 全英女子オープン ^         | DNP  | DNP  | DNP  | DNP  | DNP  | DNP  | DNP  |

† 現在クラフト・ナビスコ選手権として知られているこのトーナメントは1999年までナビスコ・ダイナ・ショア大会であった。2000年にナビスコ選手権になり、2002年に現在の名称となった。

^全英女子オープンは 2001年からデュモーリエ・クラシックの代わりにLPGAメジャー大会に昇格した。

LA = ローアマチュア（最優秀アマチュア選手）

DNP = 出場せず

CUT = 予選落ち

WD = 棄権

DQ = 出場資格無し

... = メジャー大会ではなかった

"T" = 複数の選手と順位を分け合った（タイ）

グリーン地は優勝、黄色地はトップ10入りを表している。